# 亡命国度
《亡命国度》（英語：Death of a Nation）是美国保守派人士迪內希·杜澤於2018年拍摄的一部美国政治纪录片。在影片中，迪內希·杜澤将美国第45任总统唐納·川普執政時的政治环境与美國第16任总统亚伯拉罕·林肯執政時的政治环境进行比较。影片认为，两个时代的民主党（兩位總統都是共和黨人）都对当时的总统持批判态度，民主党与包括纳粹党在内的法西斯政权有相似之处。
亡命国度于2018年8月3日在美国上映，票房收入為590万美元。影评人和历史学家批评该片为宣传片以及歪曲事实。《綜藝》杂志的欧文·格里伯曼表示："迪內希·杜澤将自由主义和纳粹主义錯誤地混为一谈。" 一些出版物称该片为2018年最差的影片之一，Metacritic将其列为该网站历史上近12000部影片中排名最差的影片。该片還获得了四项金酸莓獎獎項的提名，並最終獲得两项金酸莓獎獎項。